# Los cuatro rústicos

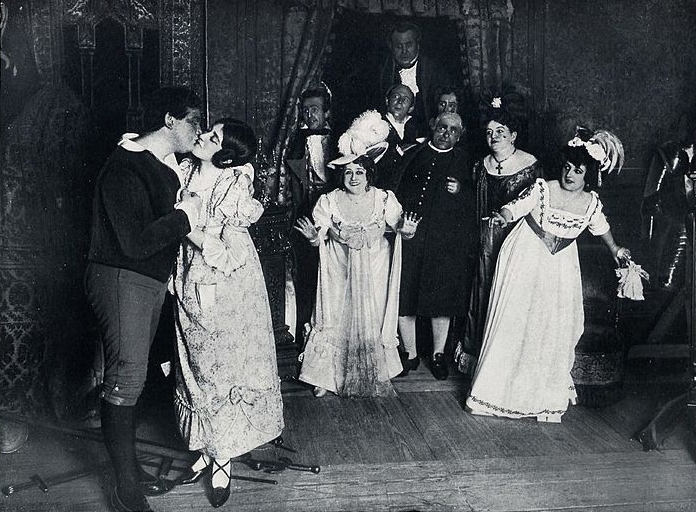
Representación de la ópera "Los cuatro rústicos"

Los cuatro rústicos (en italiano, I quatro rusteghi) es una ópera cómica en tres actos con música de Ermanno Wolf-Ferrari sobre texto de Luigi Sugana y Giuseppe Pizzolato basada en la obra de Carlo Goldoni I rusteghi. La ópera está en dialecto veneciano (de ahí que se titule "quatro" en lugar de "quattro"). Se estrenó en el Hoftheater en Múnich el 19 de marzo de 1906. 

## Historia
La obra se estrenó en los Estados Unidos por la Ópera de Nueva York el 19 de octubre de 1951. Es la obra larga más exitosa de Wolf-Ferrari, aún se representa con regularidad. En las estadísticas de Operabase aparece con sólo 6 representaciones en el período 2005-2010, siendo la más representada de las óperas de Wolf-Ferrari.

## Personajes
| Personaje | Tesitura     | Reparto del estreno 19 de marzo de 1906 (Director: Felix Mottl) |
| --------- | ------------ | --------------------------------------------------------------- |
| Lunardo   | bajo         | Georg Sieglitz                                                  |
| Margarita | mezzosoprano | Margarethe Preuse-Matzenauer                                    |
| Lucietta  | soprano      | Ella Tordek                                                     |
| Simone    | bajo         | Paul Bender                                                     |
| Marina    | soprano      |                                                                 |
| Maurizio  | bajo         | Josef Geis                                                      |
| Filiperto | tenor        | Hans Koppe                                                      |
| Canción   | bajo         | Alfred Bauerberger                                              |
| Felice    | soprano      | Hermine Bosetti                                                 |
| Riccardo  | tenor        | Raoul Walter                                                    |

## Argumento
La acción se desarrolla en la Venecia del siglo XVIII. Cuatro maridos rústicos intentan en vano mantener el orden con sus mujeres. Las mujeres deciden enseñar a sus maridos una lección permitiendo que la hija de Lunado, Lucieta, viera a Filipeto, el hijo de Maurizio, antes de su matrimonio arreglado, incluso aunque los hombres se lo hayan prohibido. 